# Bruce A. Beutler
Bruce Alan Beutler (født 29. december 1957) er en amerikansk immunolog og genetiker. Sammen med Jules A. Hoffmann modtog han i 2011 halvdelen af Nobelprisen i fysiologi eller medicin for "deres opdagelser vedrørende aktivering af medfødt immunitet". Den anden halvdel af prisen tilfaldt Ralph M. Steinman. 
Bruce Beutler er leder af Center for the Genetics of Host Defense ved University of Texas Southwestern Medical Center i Dallas, Texas, samt professor og formand for Department of Genetics ved The Scripps Research Institute i La Jolla, Californien.